# Amata catena
Amata catena là một loài bướm đêm thuộc phân họ Arctiinae, họ Erebidae.